# Thomas Carty
Pour les articles homonymes, voir Carty.
Thomas Carty (né le 8 septembre 1942 à Kingston, dans la province de l'Ontario au Canada) est un joueur de hockey sur glace.  Il évolue au poste d'ailier gauche.

## Carrière de joueur
Il commence sa carrière junior avec les Petes de Peterborough en Ontario Hockey League (OHA) lors de la saison 1960-1961, il évolue avec eux jusqu'au terme de la saison 1962-1963.
En 1961-1962, il obtient 5 matchs d'essais avec les Trappers de North Bay, équipe évoluant dans le championnat de la Eastern Professional Hockey League (EPHL), mais il ne réussit pas à convaincre les dirigeants de le garder.
Lors de la saison 1963-1964, il fait partie de l'équipe des Knights d'Omaha en Ligue centrale professionnelle de hockey (LCPH), en 72 rencontres, il inscrit 42 points, le plaçant au 9e rang des compteurs de son équipe. Avec cette équipe, il remporte la Coupe Adams au terme des séries éliminatoires .
Il se retire du hockey professionnel, mais continue d'évoluer pour les Aces de Kingston en Ontario Hockey League Senior, pour le plaisir du jeu, jusqu'en 1971-1972.

## Trophées et récompenses
- Ligue centrale professionnelle de hockey (LCPH)
  - 1963-1964 – Champion avec les Knights d'Omaha[2]

## Statistiques
| Saison    | Équipe                | Ligue  |                            | Saison régulière           | Saison régulière           | Saison régulière           | Saison régulière           | Saison régulière           |                            | Séries éliminatoires       | Séries éliminatoires       | Séries éliminatoires       | Séries éliminatoires | Séries éliminatoires |
| Saison    | Équipe                | Ligue  | PJ                         | B                          | A                          | Pts                        | Pun                        | PJ                         | B                          | A                          | Pts                        | Pun                        |                      |                      |
| 1960-1961 | Petes de Peterborough | OHA    | 48                         | 9                          | 4                          | 13                         | 0                          | -                          | -                          | -                          | -                          | -                          |                      |                      |
| 1961-1962 | Petes de Peterborough | OHA    | 42                         | 19                         | 14                         | 33                         | 0                          | -                          | -                          | -                          | -                          | -                          |                      |                      |
| 1961-1962 | Trappers de North Bay | EPHL   | 5                          | 0                          | 0                          | 0                          | 0                          | -                          | -                          | -                          | -                          | -                          |                      |                      |
| 1962-1963 | Petes de Peterborough | OHA    | 22                         | 10                         | 16                         | 26                         | 0                          | -                          | -                          | -                          | -                          | -                          |                      |                      |
| 1963-1964 | Knights d'Omaha       | LCPH   | 72                         | 18                         | 24                         | 42                         | 34                         | 10                         | 0                          | 3                          | 3                          | 9                          |                      |                      |
| 1966-1967 | Aces de Kingston      | OHA Sr | Statistiques indisponibles | Statistiques indisponibles | Statistiques indisponibles | Statistiques indisponibles | Statistiques indisponibles | Statistiques indisponibles | Statistiques indisponibles | Statistiques indisponibles | Statistiques indisponibles | Statistiques indisponibles |                      |                      |
| 1967-1968 | Aces de Kingston      | OHA Sr | Statistiques indisponibles | Statistiques indisponibles | Statistiques indisponibles | Statistiques indisponibles | Statistiques indisponibles | Statistiques indisponibles | Statistiques indisponibles | Statistiques indisponibles | Statistiques indisponibles | Statistiques indisponibles |                      |                      |
| 1969-1970 | Aces de Kingston      | OHA Sr | Statistiques indisponibles | Statistiques indisponibles | Statistiques indisponibles | Statistiques indisponibles | Statistiques indisponibles | Statistiques indisponibles | Statistiques indisponibles | Statistiques indisponibles | Statistiques indisponibles | Statistiques indisponibles |                      |                      |
| 1970-1971 | Aces de Kingston      | OHA Sr | 16                         | 3                          | 9                          | 12                         | 12                         | -                          | -                          | -                          | -                          | -                          |                      |                      |
| 1971-1972 | Aces de Kingston      | OHA Sr | 29                         | 10                         | 17                         | 27                         | 20                         | 14                         | 3                          | 10                         | 13                         | 34                         |                      |                      |